# Airliners.net
Airliners.net（エアライナーズ・ドットネット）とは、航空機の写真を専門に扱うアメリカのWebサイト。航空について扱うWebサイトの中でも航空機写真の数は圧倒的な量を誇る。

## 概要
航空機の写真と情報を主に扱うWebサイトで、扱う写真は殆どが民間の旅客機の写真であるが、戦闘機や輸送機など軍用機の写真も数多く扱っている。反面、個人所有の軽飛行機やビジネスジェットなどの小型機はあまり扱われない。しかし、例外として旅客機から派生したKC-10などの軍用機などは盛んに取り上げられている。
Webサイトに掲載される写真は全て利用者が投稿した写真であり、2012年現在、投稿された写真は205万枚を超えている。投稿された写真はサイト上に設置されたフォームで航空機の所属（航空会社・軍・政府機関など）・航空機の機種・機体記号・撮影地・撮影された年代・写真のカテゴリ（コックピット、客室内の写真など）など細かな条件を指定して検索できる。航空機の写真を投稿して閲覧できるサービス以外にも、航空ファン同士が情報交換できるフォーラムや、民間航空関連のニュースをいち早く伝える情報コーナー、旅客機のスペックをまとめた事典、それに航空グッズのオンラインショップなどを設置しており、航空ファン、とりわけ旅客機の撮影が趣味のスポッターなどに重宝されている。

## 画像の投稿
利用者はサイト内にあるフォームに必要事項を記入し、画像をアップロードする。しかし、アップロードされた画像はすぐに掲載されるわけではなく、Airliners.netのスタッフにより掲載の可否を問う一定の審査を受け、合格した場合のみ掲載される。
審査の基準は航空機が鮮明に写っていることや、解像度などの画質が高いことなど、写真自体の「クオリティ」を問う審査であり、必ずしもレアな機体であったり特別塗装機であったりと、希少価値な写真である必要はない。
審査の基準は度々厳しくなるよう更新されており、一昔前なら審査に合格した基準の写真でも、今では投稿不可な写真もある。
審査の基準は非常に厳しく、ノイズ、手ブレ、露出、ピント、色調、コントラスト、機体が中央に写っているか、などがある（Photoshopなどで色調を適切に補正できれば、審査に合格することもある）。
しかし、写っている機体や空港が珍しいものであったり、写真そのものが古いもの（デジタルカメラやカラーフィルムのない、戦時中に撮影されたものなど）、航空機の墜落現場やメーカーの工場で撮影されるエアライン向けの初号機など、ニュース性の高いものは審査基準も甘くなる。これは投稿の際の規約にも明記されている。
航空機そのものを撮影した写真だけでなく、航空機の機内やコックピットを撮影した写真や空港ターミナルの建物を撮影した写真、ボーイング・エアバスなどの工場で撮影された製造中の機体も投稿可能である。

## 歴史
1994年に開設された「Pictures of modern Airliners」を源流とし、1997年9月に「airliners.net」のドメイン名が登録されたのを機に、元々小さな航空写真のWebサイトを開設していたヨハン・ラングレンによって開設された。
開設当初は規模も小さかったが、年月が経つごとにつれて投稿される写真の数も膨大な数になり、元々スウェーデンに設置していたサーバも力不足になりつつあった。そんな中、2007年7月にはカリフォルニアのDemand Media（デマンド・メディア）社に管理権が委譲され、サーバもスウェーデンからカリフォルニアへ移った。Airliners.netは世界中から一日平均20万件のアクセスがあり、今後はさらなるサーバ増強が期待される。

## その他
- 日本国内にこれほど大規模な情報量で旅客機や各種航空機の写真を扱うWebサイトがあまりないため、日本人の利用者や国内で撮影された写真も多い。一部の利用者は写真も積極的に投稿している。